# مقار السكندري
الأنبا مقار الصغير السكندري أو الأنبا مقاره الإسكندراني أو مقاريوس الصغير المعروف أيضاً بـأبو مقار السكندري، قديس مصري مسيحي عاش في القرن الرابع الميلادي.